# Open de Moselle 2006

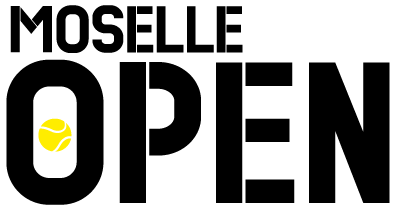
logo dell'Open di Moselle

L'Open de Moselle 2006 è stato un torneo di tennis giocato sul cemento indoor. È stata la 4ª edizione dell'Open de Moselle, che fa parte della categoria International Series nell'ambito dell'ATP Tour 2006. Si è giocato all'Arènes de Metz di Metz in Francia, dal 2 ottobre all'8 ottobre 2006.

## Campioni

### Singolare
Novak Đoković ha battuto in finale  Jürgen Melzer con il punteggio di 4–6, 6–3, 6–2

### Doppio
Richard Gasquet /  Fabrice Santoro hanno battuto in finale  Julian Knowle /  Jürgen Melzer con il punteggio di 3–6, 6–1, [11–9]